# Виборчий округ 218
Виборчий округ 218 — виборчий округ в місті Києві. В сучасному вигляді був утворений 28 квітня 2012 постановою ЦВК №82 (до цього моменту існувала інша система виборчих округів). Окружна виборча комісія цього округу розташовується в адміністративній будівлі за адресою м. Київ, вул. Крамського, 10.
До складу округу входять частини Оболонського (територія на захід від вулиці Богатирської та на північ від Великої Кільцевої дороги разом з її уявним продовженням на схід) і Святошинського (все що на північ від проспекту Берестейського та територія прилегла до вулиці Оборони Києва) районів. Виборчий округ 218 межує з округом 217 і округом 220 на сході, з округом 223 на південному сході, з округом 219 на півдні, з округом 95 на південному заході і на заході та з округом 96 на півночі і на північному сході. Виборчий округ №218 складається з виборчих дільниць під номерами 800548-800576, 800579-800582, 800781-800822, 801091 та 801100.

## Народні депутати від округу
| Ім'я                       | Фото | Партія               | Скликання | Дата набуття повноважень | Дата припинення повноважень |
| -------------------------- | ---- | -------------------- | --------- | ------------------------ | --------------------------- |
| Ар'єв Володимир Ігорович   |      | Батьківщина          | 7-ме      | 12 грудня 2012           | 27 листопада 2014           |
| Ар'єв Володимир Ігорович   |      | Блок Петра Порошенка | 8-ме      | 27 листопада 2014        | 29 серпня 2019              |
| Гурін Дмитро Олександрович |      | Слуга народу         | 9-те      | 29 серпня 2019           |                             |

## Результати виборів

### Парламентські

#### 2019

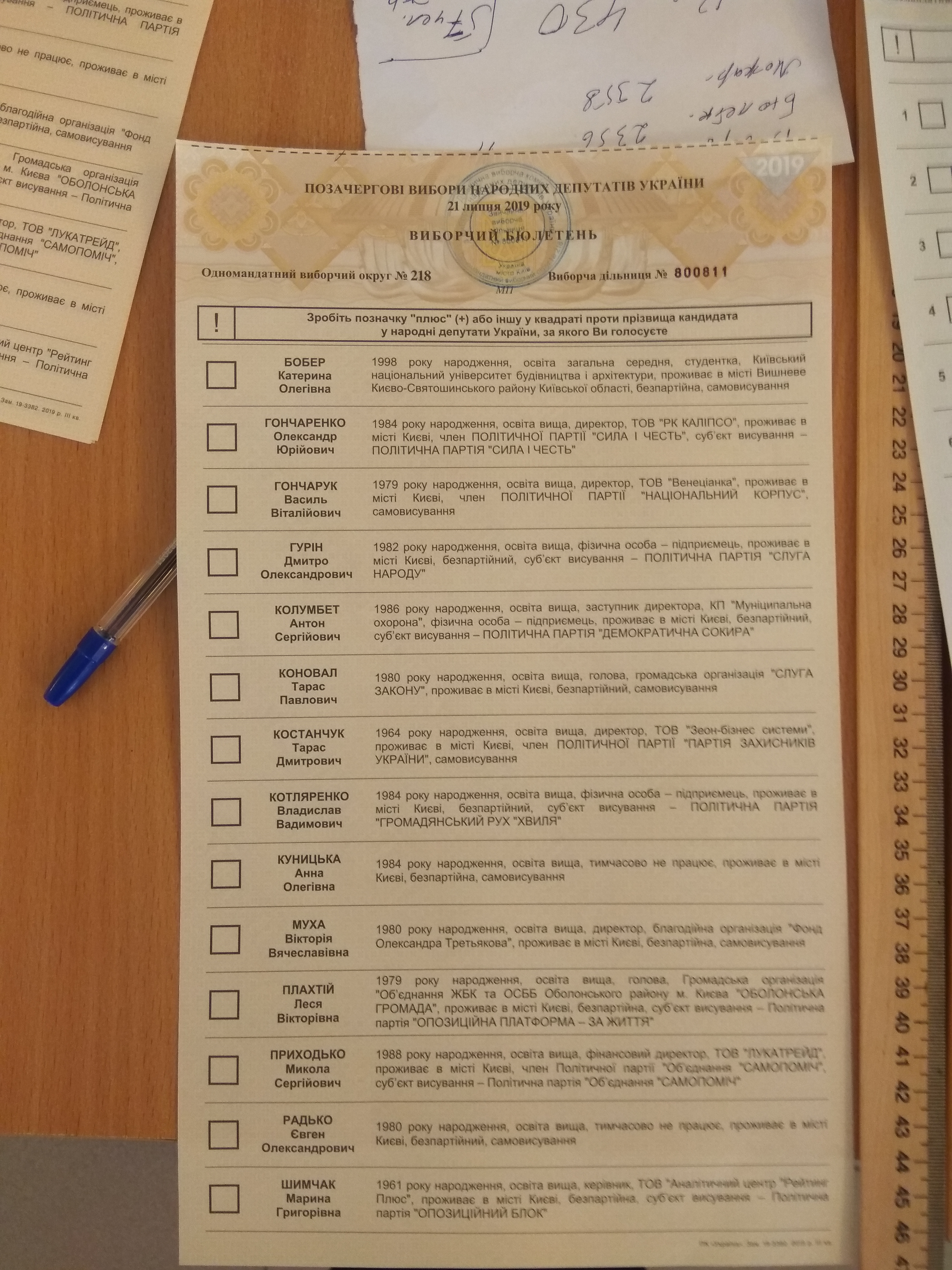
Бюлетень для голосування в одномандантому виборчому окрузі №218

Кандидати-мажоритарники:
- Гурін Дмитро Олександрович (Слуга народу)
- Муха Вікторія Вячеславівна (самовисування)
- Гончаренко Олександр Юрійович (Сила і честь)
- Плахтій Леся Вікторівна (Опозиційна платформа — За життя)
- Приходько Микола Сергійович (Самопоміч)
- Колумбет Антон Сергійович (Демократична Сокира)
- Гончарук Василь Віталійович (самовисування)
- Коновал Тарас Павлович (самовисування)
- Костанчук Тарас Дмитрович (самовисування)
- Куницька Анна Олегівна (самовисування)
- Шимчак Марина Григорівна (Опозиційний блок)
- Бобер Катерина Олегівна (самовисування)
- Котляренко Владислав Вадимович (Хвиля)
- Радько Євген Олександрович (самовисування)

#### 2014
Кандидати-мажоритарники:
- Ар'єв Володимир Ігорович (Блок Петра Порошенка)
- Веремеєнко Ольга Леонідівна (самовисування)
- Бевзюк Олексій Іванович (Радикальна партія)
- Михайлов Роман Володимирович (Демократичний альянс)
- Малюк Ірина Анатоліївна (Опозиційний блок)
- Герман Олексій Михайлович (Воля)
- Калашніков Олег Іванович (самовисування)
- Вейдер Дарт Володимирович (самовисування)
- Трухан Валерій Павлович (самовисування)
- Наконечний Роман Анатолійович (самовисування)
- Килимник Любомир Антонович (самовисування)
- Сулима Галина Валентинівна (самовисування)
- Костенко Андрій Петрович (самовисування)
- Дичик Олег Олександрович (самовисування)

#### 2012
Кандидати-мажоритарники:
- Ар'єв Володимир Ігорович (Батьківщина)
- Третьяков Олександр Юрійович (самовисування)
- Парцхаладзе Лев Ревазович (самовисування)
- Калашніков Олег Іванович (Партія регіонів)
- Асадчев Валерій Михайлович (Українська народна партія)
- Мирончук Володимир Назарович (Комуністична партія України)
- Семенюк Віктор Леонідович (самовисування)
- Киричук Сергій Леонідович (самовисування)
- Приходько Микола Сергійович (Україна — Вперед!)
- Шабатин Степан Іванович (самовисування)
- Шевченко Юрій Михайлович (самовисування)
- Глущенко Олексій Анатолійович (самовисування)
- Чернишук Тетяна Володимирівна (Молода Україна)
- Грищук Валерій Павлович (самовисування)
- Кривенко Тарас Олександрович (Україна майбутнього)
- Сидоренко Олексій Миколайович (самовисування)
- Оськін Олексій Геннадійович (самовисування)

## Явка
Явка виборців на окрузі: